# Buh Meridional

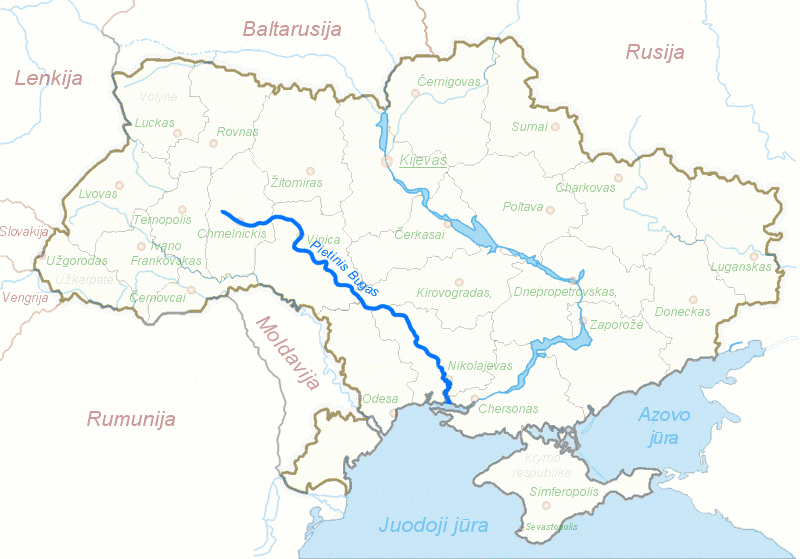
Mapa del Buh Meridional (en lituà)

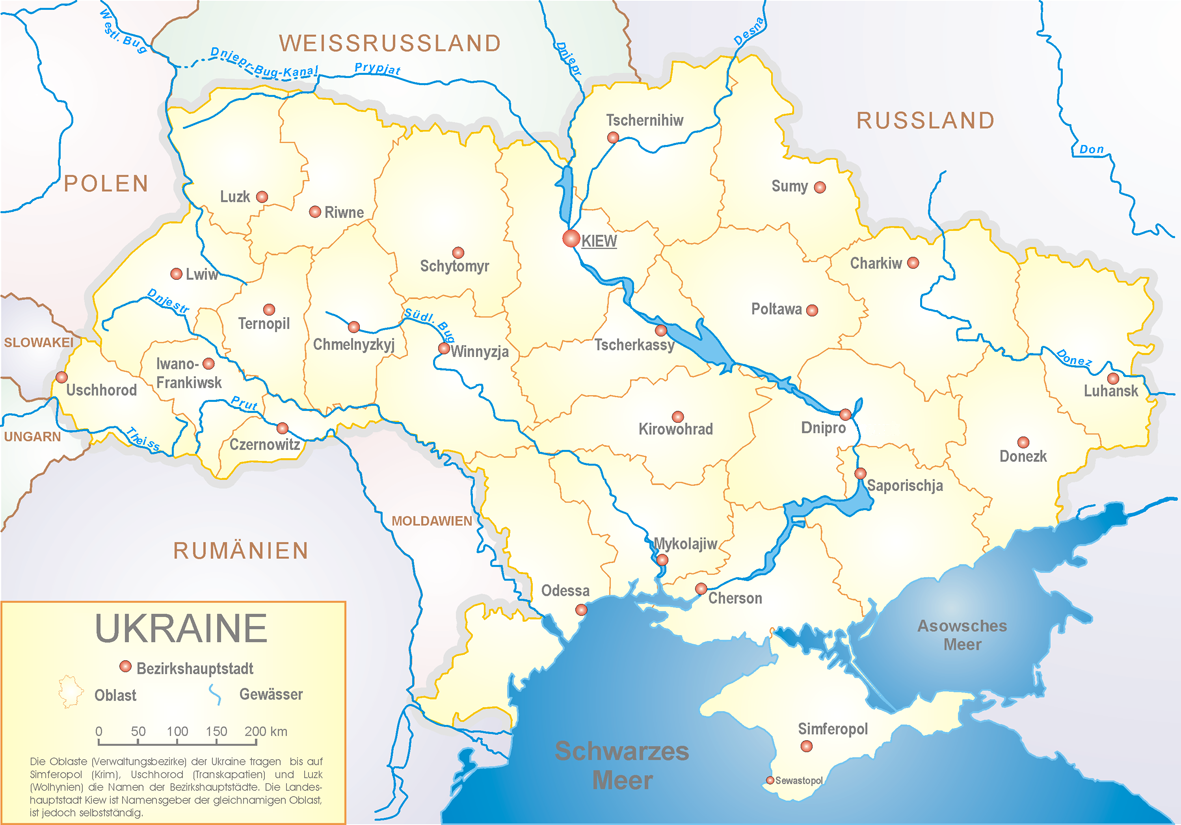
Mapa dels rius d'Ucraïna (en alemany)

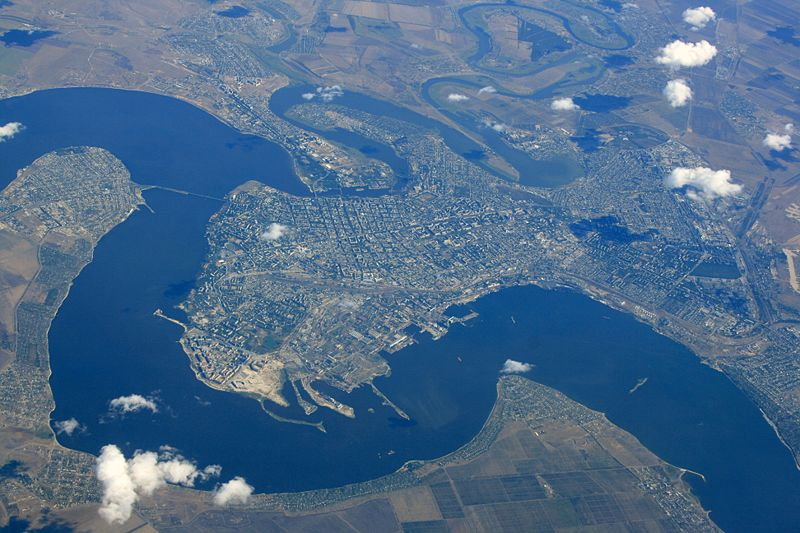
La confluència del riu Inhul amb el Buh Meridional a Mikolaiv, óblast de Mikolaiv, vista aèria des de 10 km.

El Buh Meridional o Hípanis (ucraïnès: Півде́нний Буг, Pivdennyi Buh, a vegades Бог, Boh, o Півде́нний Бог, Pivdennyi Boh; turc: Aksu; grec antic: Hypanis) és un riu d'Ucraïna. Sorgeix a l'oest, a la província de Khmelnitski, a la regió històrica de Podòlia o Podíl·lia (ucraïnès: Поділля, Podíl·lia, o Подільська земля, Podilska Zemlià; polonès: Podole; llatí i romanès: Podolia), als aiguamolls de l'altiplà de Podíl·lia (Поді́льська височина́, Podílska vyssotxynà), prop del poble de Volotxisk (Волочиськ), uns 90 km a l'oest de la ciutat de Khmelniski i uns 145 km de la frontera amb Polònia. Flueix cap al sud-est, travessant l'estepa per desembocar a la mar Negra, al liman o estuari del Buh, que conflueix -al poble de Paruntyne, on es troben les ruïnes de l'antiga ciutat grega d'Òlbia- amb el líman o delta del Dnipró per anomenar-se liman del Dnipró-Buh. Té una llargada de 806 km i una conca hidrogràfica de 63.700 km².
Passa per les províncies o óblasts de Khmelnistki i Vínnitsia, entra a l'Kirovohrad per després formar la frontera entre aquesta i la d'Odessa, i finalment travessa la de Mikolaiv.
Típicament el riu es congela el desembre i comença el desgel el març.

## Ciutats principals banyades pel riu
Les 4 ciutats principals a les ribes del Buh Meridional:
- Khmelnitski (Хмельницький)
- Vínnitsia (Ві́нниця)
- Pervomaisk (Первома́йськ), abans del 1919, Holta, Bohopill o Bohopol, i Olviópol (Голта, Богопіль (Богополь) та Ольвіополь)
- Mikolaiv (Миколаїв)

## Altres municipis
Altres ciutats i pobles d'interès travessades pel riu:
- Medjýbij (ucraïnès: Меджибіж, Medjýbij, abans Межибоже, Medjýboje; polonès: Międzybuż, abans Międzyboż; jiddisch: מעזשביזש - Mejybij), antic centre de cultura jueva i ciutat amb una magnífica fortalesa, emplaçada a la confluència del Bujok (Бужок) amb el Buh Meridional. (Per veure'n algunes imatges: pàgina sobre castells d'Ucraïna)
- Parutine (Парутине), on es troba l'espai natural de Sto Mohyl (Сто Могил, "100 tombes") amb les ruïnes de l'antiga ciutat grega d'Òlbia (grec antic: Óλβια; llatí: Olbia; ucraïnès: О́львія)
- Letýtxiv (Лети́чів)
- Khmilnyk (Хмільни́к)
- Hnívan (Гні́вань)
- Ladýjyn (Лади́жин)
- Haivoron (Гайворон)
- Iujnoukraïnsk (Южноукраї́нськ)
- Sabariv (Сабарів)
- Voznessensk (Вознесе́нськ)
- Nova Odessa (Нова Одеса), abans del 1739, Oleksíïvske (Олексіївське), i del 1739 al 1832, Fedorivka (Федорівка)

## Tributaris del Buh Meridional
En ordre orogràfic des de l'origen fins a la desembocadura (afluents que entren des de l'esquerra marcats amb E, els de la dreta, amb D):
- Ploska (Плоска, D), que vol dir "plana", que entra al Buh M. a Khmelnitski
- Bujok (Бужок, E), el "petit buh", que s'ajunta am el Buh M. a Medjýbyj
- Vovk (Вовк, D), que es tradueix com a "llop",, entra al Buh M. a Letýtxiv (Лети́чів)
- Ikva (Іква, E), entra al Buh M. a Khmilnyk
- Savran o Savranka (Саврань, Савранка, D), que entra al Buh M. prop del municipi de Savran, després de Haivoron
- Zhar (Згар, D), entra al Buh M. a Vínnitsia
- Riv (Рів, D), entra al Buh M. a Hnívan
- Synnýtsia (Сини́ця, D)
- Sob (Соб, E), entra al Pivdennyi Buh a Ladýjyn
- Kodyma (Кодима, D), que entra al Buh M. a Pervomaisk.
- Syniukha (Синюха, E, 111 km), neix de l'aiguabarreig del Velyka Vys (Велика Вись, "Gran Vys") i el Tikytx (Тікич), flueix per les óblasts de Kirovohrad i Mikolaiv. S'ajunta al Buh M. també a Pervomaisk.
  - Velyka Vys (Велика Вись, "Gran Vys"), afluent del Syniukha.
  - Tíkytx (Ті́кич), afluent del Syniukha que neix de la confluència dels Hirskýi i Hnylýi Tíkytx.
    - Hirskýi Tíkytx (Гірськи́й Ті́кич, el "Tíkytx Muntanyós" o de muntanya)
    - Hnylýi Tíkytx (Гнили́й Ті́кич, el "Tíkytx Podrit" o de terra baixa)
- Hnylýi Ialanets (Гнилий Яланець, E), entra al Buh M. a Troitse, abans de Nova Odessa
- Mertvovod (Мертвовод, E), el seu nom vol dir "aigües mortes", entra al Buh M. prop de Voznessensk
- Txytxykliia (Чичиклія, D), entra al Buh M. després de Biloúsivka, a Liubàixivka (Любашівка)
- Inhul (Інгул, E), que entra al Buh M. a Mikolaiv

## Imatges del Buh Meridional

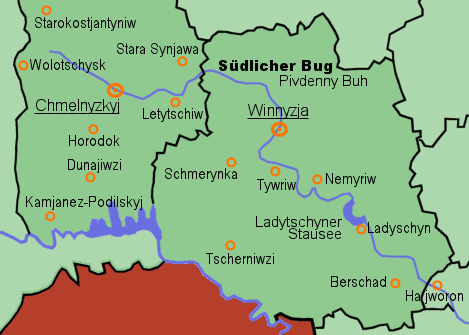
Mapa del curs alt del Buh Meridional (en alemany).
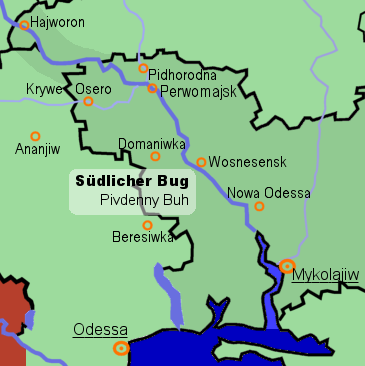
Mapa del curs baix del Buh Meridional (en alemany).
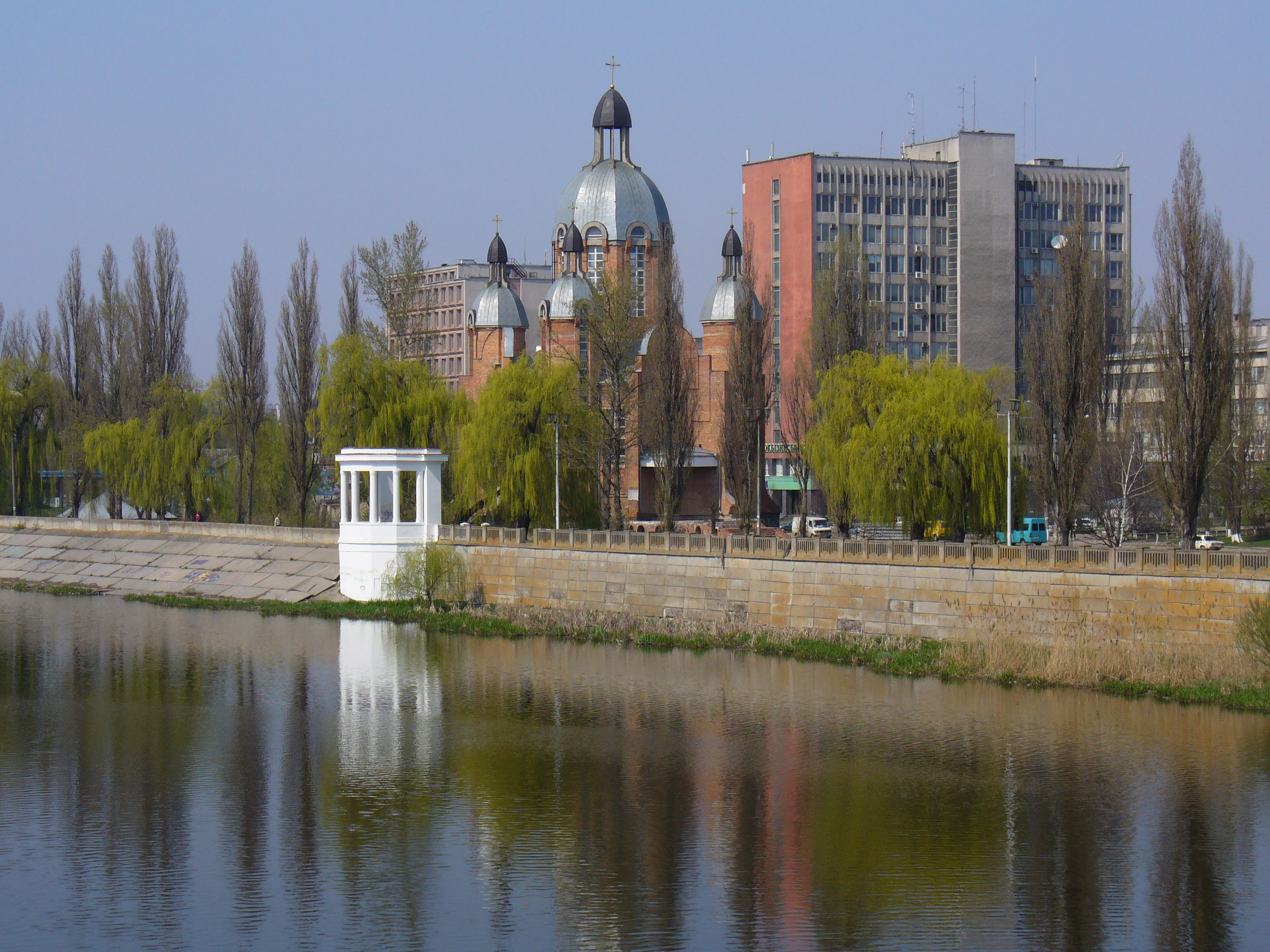
Ribera del Buh Meridional a Vínnitsia
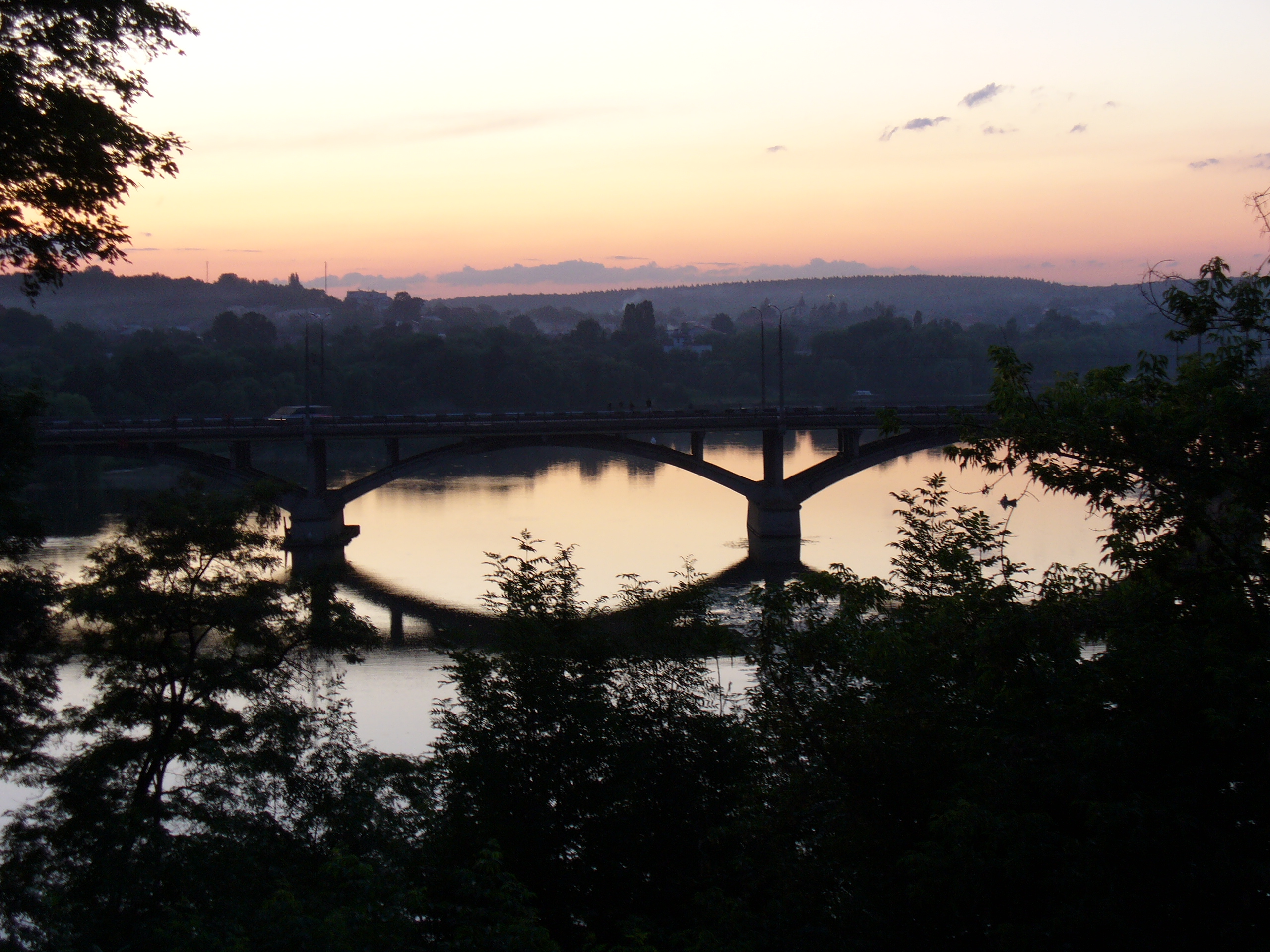
Posta de sol sobre el Buh Meridional a Vínnitsia
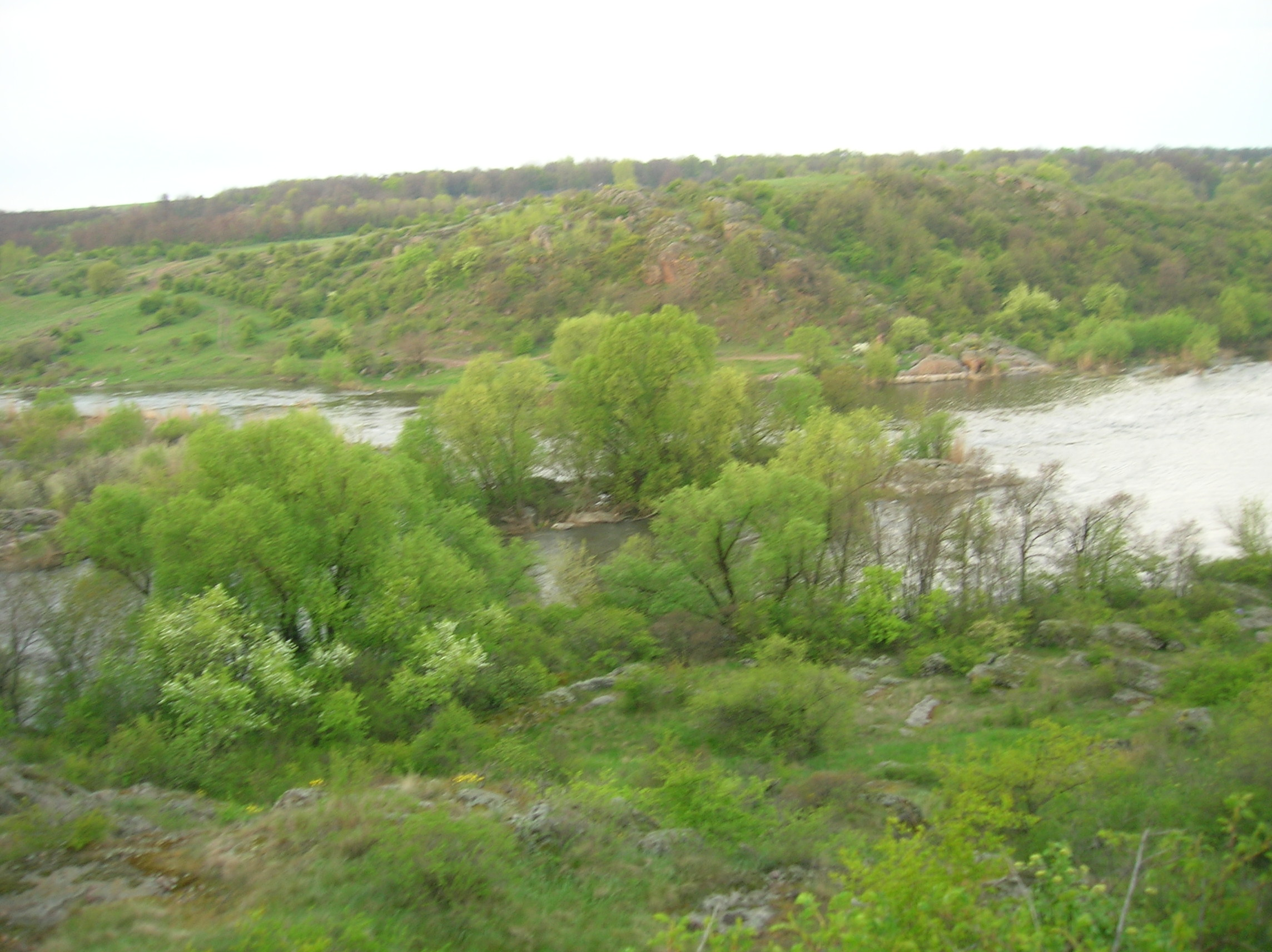
El Buh Meridional al seu pas pel poble de Myheia, a l'óblast de Mikolaiv
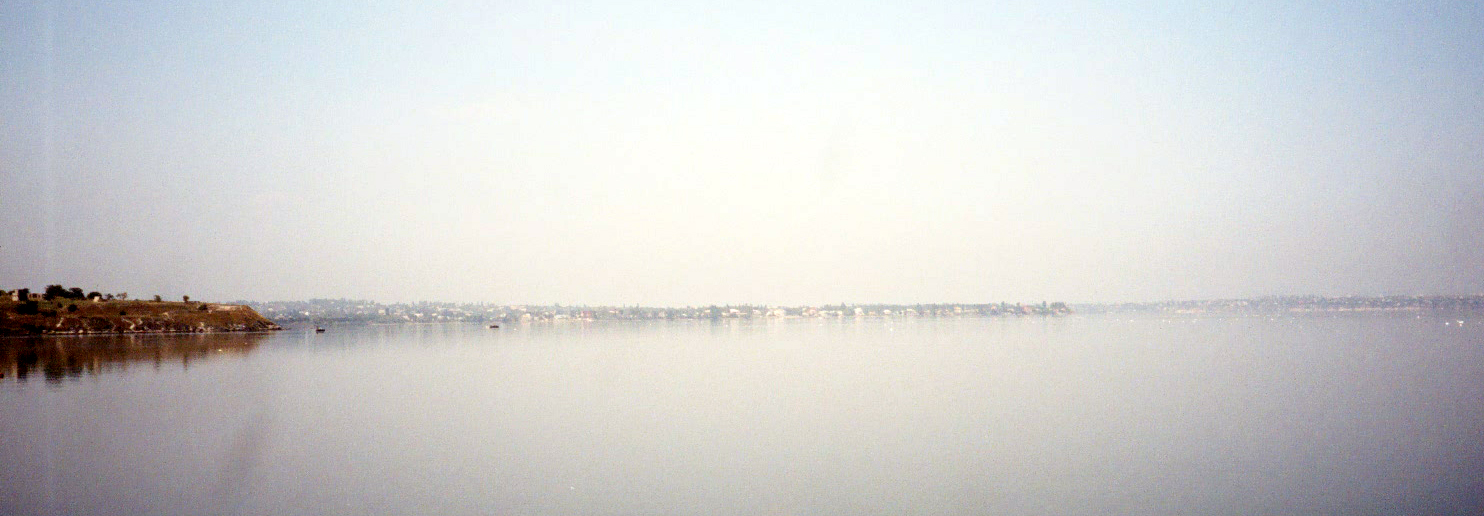
La confluència de l'Inhul amb el Buh Meridional a Mikolaiv